# Louis Antoine de Saint-Just
Louis Antoine de Saint-Just (celým jménem Louis Antoine Léon Florelle de Richebourg de Saint-Just, 25. srpna 1767, Decize, Nièvre – 28. července 1794, Paříž), byl francouzský politik za Velké francouzské revoluce, nejmladší poslanec Konventu, blízce spjatý s Robespierrem. Patřil k zástupcům tzv. hory (montagnardům) a zvláště aktivně působil v období Teroru, kdy byl členem Výboru pro veřejné blaho. Jako autor teoretických spisů byl i ideologem revoluce. Historik Jules Michelet jej nazval „archandělem smrti“. Byl popraven při thermidorském převratu proti jakobínům.

## Život

### Revoluční začátky
Kritický vůči současné společenské situaci byl Saint-Just již před vypuknutím revoluce, kdy sepsat satiricko-erotickou poému Organt. Během prvních revolučních událostí byl v Paříži, ale jinak žil tehdy v městečku Blérancourt v Pikardii, kde začal být politicky aktivní. Stal se příslušníkem Národní gardy a později jejím důstojníkem. Jako gardista se zúčastnil slavné přísahy v Paříži na Martově poli v den výročí pádu Bastily 14. července 1790 a v červnu 1791 byl členem eskorty, která doprovázela krále Ludvíka XVI. do Paříže po jeho pokusu o útěk. V Blérancourtu se zviditelnil jako schopný právník a dobrý řečník. Začal si dopisovat s Robespierrem, jehož názory obdivoval. Usiloval o zvolení do Zákonodárného shromáždění, ale bránil mu v tom jeho nízký věk. Mladý bouřlivák později převzal stoické názory, které se staly jeho životní filosofií.

### Poslancem Konventu
5. září 1792 byl Saint-Just zvolen jako zástupce departmentu Aisne do Národního konventu, kde se jako zastánce sociálních změn zařadil mezi montagnardy. Svůj první projev měl 13. listopadu 1792 při zahájení procesu s králem. Měl velký ohlas a do historie vstoupila jeho slova: „Nevidím žádnou střední cestu: ten muž musí vládnout, nebo zemřít.“  Ve shromáždění, v jakobínském klubu i mezi lidmi začalo být známé jeho přátelství s Robespierrem. Říkalo se mu „Svatý Jan, mesiáš lidu“.[zdroj?] Byl často mluvčím Robespierrovy skupiny v jejích konfliktech s ostatními politickými uskupeními v Konventu. Právě on vznášel obvinění a obžaloby: nejprve proti girondistům, za Teroru pak proti hébertistům nebo Dantonovi.
Když se v roce 1793 začala pro republiku připravovat nová ústava, vystoupil na toto téma Saint-Just 24. dubna s obsáhlým projevem. Ústava, posléze Konventem přijatá, obsahovala mnoho jeho myšlenek, avšak nikdy nevešla v platnost.

### Výbor veřejného blaha a mise u armády
10. července 1793 se stal členem Výboru pro veřejné blaho. Zde se angažoval také ve věcech vojenských – bylo třeba reformovat armádu, která byla v té době ve špatném stavu. Jako předseda vojenského oddělení výboru prosadil spolu s Carnotem zásadní revoluční změny v armádě. Několikrát byl  poslán k armádě na inspekční misi jako pověřenec Konventu či prokonzul. Přísnými instrukcemi, které zahrnovaly i trest zastřelením za útěk z bitevního pole, upevnil v armádě disciplínu. I jeho zásluhou později zvítězila revoluční armáda v rozhodující bitvě u Fleurusu.

### Období Teroru
Dne 10. října 1793 přednesl Saint-Just návrh na novou organizaci republiky, nezbytnou k překonání očekávaných strašlivých obtíží:
| „ | Zákony jsou revoluční, ale ti, kdo je provádějí, nejsou revoluční… Republika bude mít spolehlivý základ teprve tehdy, až vůle svrchovaného lidu potlačí monarchistickou menšinu a bude nad ní vládnout právem dobyté moci. Nesmíte již šetřit nepřátel nového řádu věcí, svoboda musí zvítězit stůj co stůj. Musíte potrestat nejenom zrádce, ale i lhostejné, musíte potrestat každého, kdo je vzhledem k republice nečinný a nic pro ni nedělá… Je třeba vládnout železem těm, kterým není možno vládnout spravedlností, je třeba potlačit tyrany! | “ |

Tento jeho projev předznamenal rozpoutání jakobínského teroru.
Po návratu z jedné z úspěšných misí byl 19. února 1794 Saint-Just zvolen na 14 dní předsedou Konventu. Využil toho k projevu proti nepřátelům revoluce a výzvě k zabavení jejich majetku (včetně jeho rozdělení chudým). Brzy nato následovaly procesy proti hébertistům a umírněným. Od Saint-Justa pocházel i pozdější návrh ke zrušení revolučních tribunálů v departementech a soustředění soudní moci u revolučního tribunálu v Paříži.

### Konec
Jak teror pokračoval, poslanci Konventu se z obav o své životy stále více odkláněli od Robespierra a jeho spojenců. Když 26. července 1794 napadl v svém projevu Robespierre své odpůrce a odmítl je konkrétně jmenovat, rozhodli se k akci. Schůzi následujícího dne zahajoval Saint-Just, který chtěl pronést smířlivější projev, avšak byl umlčen a překřičen. Následně nechal Konvent zatknout Robespierra, Saint-Justa i další. Zatčené sice jejich přívrženci osvobodili, ale Pařížská radnice, kam se uchýlili, byla další den ráno dobyta vojenskými oddíly Konventu. 28. července skončil Saint-Just spolu s ostatními pod gilotinou.